# カフェ・マンチェ

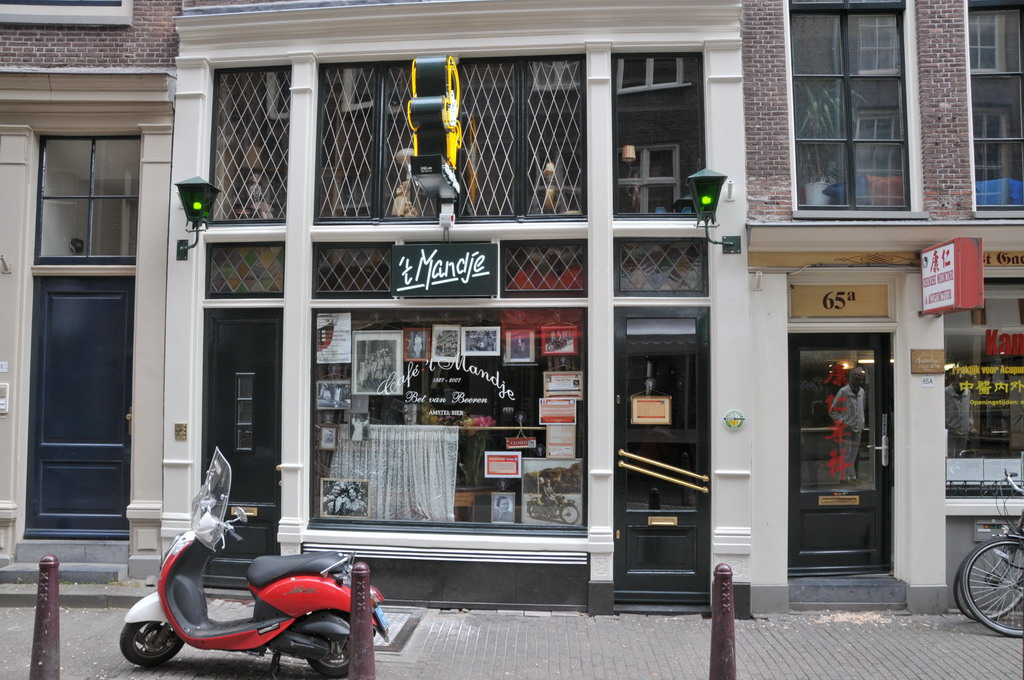
Café 't Mandje at Zeedijk

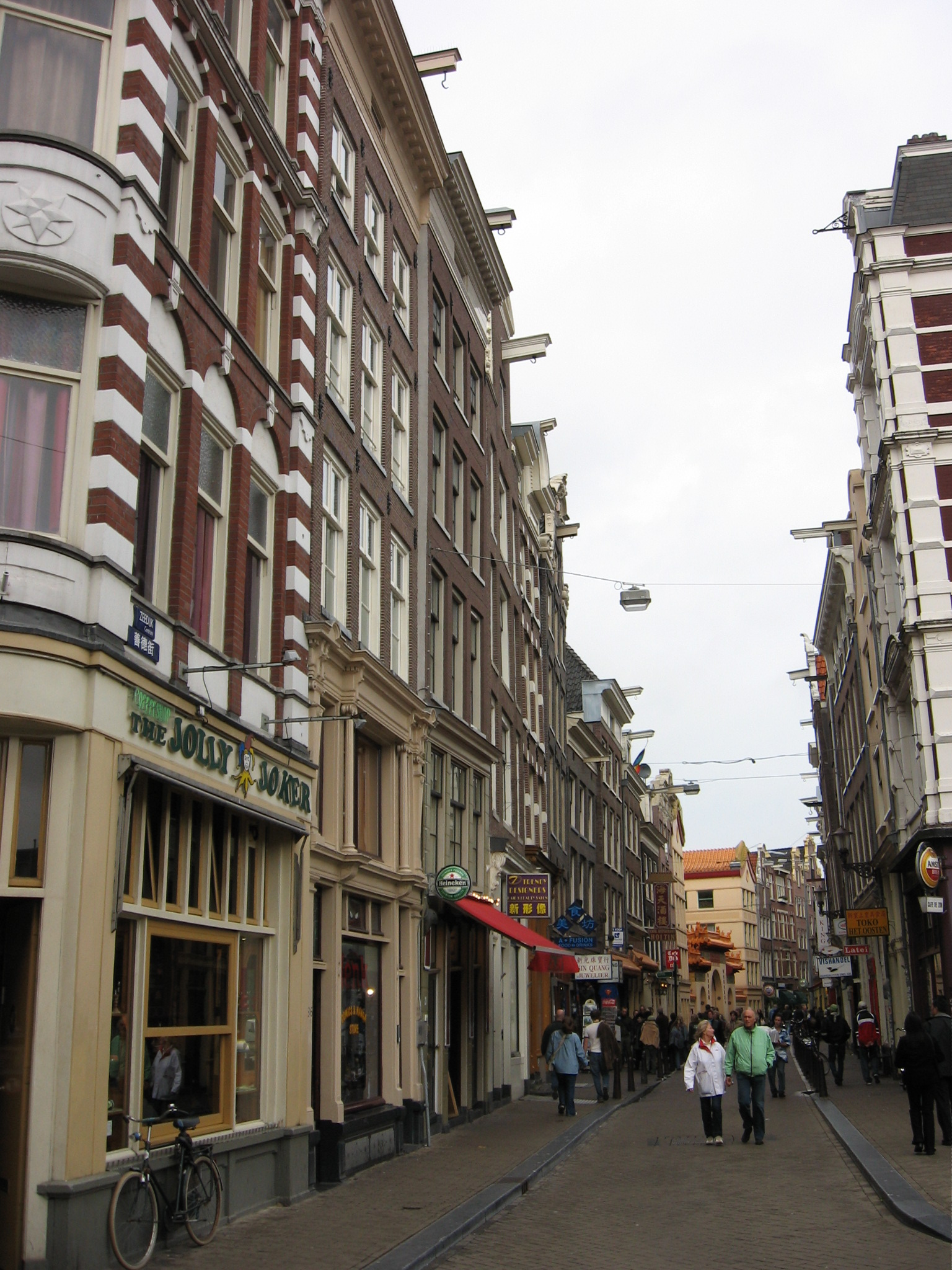
ゼーダイク通り

カフェ・マンチェ (Café 't Mandje) は、オランダのアムステルダムにあるバーである。アムステルダム旧市街のゼーダイク通りにあり、 1927年にレスビアンのベット・ファン・ベーレンが創業した。アムステルダム博物館には、この店の再現ルームがある。
マンチェは、オランダで最初のゲイバーとして紹介されることがよくあるが、それは正確ではない。アムステルダムには、20世紀の最初の10年間にすでにいくつかのゲイバーが存在した。また、マンチェは、ゲイの男性のためだけのものではなく、売春婦、ヒモ、船員、レズビアンの女性が集まる寛容な場所である。

## 歴史
カフェ・マンチェは、アムステルダムの歴史的な中心地と言えるゼーダイク通り63にあり、レスビアンのベット・ファン・ベーレンにより、1927年に開店した。1967年に彼女が亡くなった後、彼女の妹のグリートが1982年に閉店するまで、この店の経営を続けたが、バーとその内装はその後も彼女により保存管理され、要望があれば見学することができた。2007年8月に彼女は亡くなったが、その前に彼女のイニシアチブによりバーは再開した。このバーは、2008年4月29日より姪のダイアナの経営により営業している。
2020 年のコロナ・パンデミックの間、カフェ・マンチェはカフェを財政的に維持することができなかったため、 2020 年 12 月にLGBT ナイトライフ会場としての継続的に運営することを条件に、不動産仲介業者のNVゼーダイク売却した。
HIV活動家のオーランド・ランスドルフは、この店のウェイターとして働いていたことがある。ランズドルフは、2021年3月6日に亡くなった。